# I nazisti della porta accanto. Come l'America divenne un porto sicuro per gli uomini di Hitler
I nazisti della porta accanto. Come l'America divenne un porto sicuro per gli uomini di Hitler (The Nazis Next Door: How America Became a Safe Haven for Hitler's Men) è un saggio storico di Eric Lichtblau pubblicato in Italia dall'editore Bollati Boringhieri nel 2015.

## Contenuto dell'opera
(Eric Lichtblau)
Attraverso  l'organizzazione Odessa, molti gerarchi e nazisti fuggirono in America Latina, nell'Argentina di Peròn. 
Tra loro numerosi criminali di guerra, fra cui spiccano Mengele, Eichmann, Priebke e Barbie.
Il lavoro di Lichtblau è l’esame, dopo la loro desecretazione, di numerosi documenti governativi statunitensi e testimonia, come la fuga di nazisti con la connivenza di autorità americane, avvenne, anche verso gli  Stati Uniti.
CIA e FBI offrirono copertura a nazisti e criminali di guerra e li utilizzarono come loro collaboratori, permettendo loro di vivere liberamente e non essere perseguiti. 
Tra questi, tra i più noti: Otto von Bolschwing, ufficiale delle SS e collaboratore di Adolf Eichmann, Ivan Demjanjuk, noto nel campo di concentramento di Sobibor con l'appellativo di Ivan il terribile, e Jakob Reimer che prese parte alla liquidazione del ghetto di Varsavia.